# Бугимен (фильм, 2005)
«Бугимен» (англ. Boogeyman) — американский фильм ужасов 2005 года режиссёра Стефена Кэя. В российском прокате с 24 марта 2005 года.

## Сюжет
8-летний Тим всё время чувствует в комнате присутствие Бугимена, а когда-то даже и видит его. В этот вечер отец решает показать ему, что никого, кроме них, в комнате нет, и напоследок заглядывает в шкаф. Тут нечто утаскивает его внутрь и убивает, а сам отец пропадает навсегда. Всё это происходит на глазах у испуганного Тима.
Проходит 15 лет. У Тима появляется девушка по имени Джессика. Несмотря на давность происшествия, он до сих пор боится дверей в тёмные помещения. Ему звонит дядя и говорит, что его мать плохо себя чувствует и что она хотела бы увидеть его. Тим обещает приехать в ближайшее время. В ночь, когда он остаётся у Джессики после знакомства с её семьёй, ему является жуткое видение с его матерью. Обеспокоенный, он отвечает на телефонный звонок и узнаёт, что мать скончалась. Он говорит о поездке в свой старый дом с психологом, к которой он все эти годы ходил, и та даёт ему совет переночевать там — это, вероятно, поможет ему справиться со страхом. Но в клинике, где они разговаривают, Тим встречает маленькую пациентку, боящуюся темноты, и вновь вспоминает свой ужас.
Во время похорон Тим замечает вдали на кладбище незнакомую девочку, наблюдающую за происходящим. После погребения он также мимоходом встречается с Кейт — своей давней подругой, которую он не видел с тех пор, как уехал отсюда после пропажи отца. В доме он вспоминает своё детство и переживает нападение Бугимена в чулане. Вообще, многое здесь кажется ему пугающим. Вечером он обнаруживает в сарае ту незнакомую девочку (её, как оказалось, зовут Френни), и она объясняет, что была знакома с его матерью. Неожиданно она спрашивает, правда ли, что его отца утащил Бугимен, и Тим отрицает это. После Френни говорит, что пойдёт домой. В оставленном ею рюкзаке Тим находит много объявлений о пропавших без вести детях, и они являются ему в очередном видении. К нему приезжает Джессика, и они по просьбе Тима уезжают в мотель.
В комнате мотеля Джессика бесследно исчезает, и в поисках девушки Тим заходит в чулан, находящийся в мотеле; внезапно это срабатывает как переход из одного места в другое, и он выходит из чулана уже своего дома, где его пришла навестить Кейт. Он, ничего ей не объясняя, забирает её в тот же мотель и рассказывает, что все эти годы его убеждали, будто отец попросту бросил их с матерью, и никакого Бугимена нет и в помине, но теперь он точно знает, что это жуткое существо реально. В мотеле он окончательно уверяется в том, что Бугимен унёс и Джессику. Подбросив Кейт, он замечает Бугимена в её комнате наверху, но она принимает его за ненормального и запрещает ему входить. Тим встречается с Френни и просит у неё помощи. Она приводит его в заброшенный дом, и он понимает, что она — призрак пропавшего ребёнка. Она рассказывает ему о своём отце, который не победил Бугимена, потому что испугался, и предупреждает его, что нельзя поддаваться страху.
Дома Тим видит, что Бугимен унёс его дядю, и через перебежки из чулана в чулан помогает спастись Кейт. Когда Бугимен на них нападает, Тим разбивает и рвёт все вещи, которые в детстве помогали тому появляться в его комнате: игрушечную птицу, стеклянный шар, халат и фигурку человека. Бугимен улетает в чулан, и все ужасы для Тима и Кейт заканчиваются.
В сцене после титров маленькая девочка просит маму закрыть дверь в чулан, и становится ясно, что Бугимен исчез лишь из дома Тима.

## В ролях
| Актёр                 | Роль                     |
| --------------------- | ------------------------ |
| Бэрри Уотсон          | Тим Дженсен              |
| Эмили Дешанель        | Кейт Хоутон              |
| Скай Маккоул Бартусяк | Фрэнни Робертс           |
| Люси Лоулесс          | Мэри Дженсен (мама Тима) |
| Тори Мазетт           | Джессика                 |
| Эндрю Гловер          | Бугимен                  |
| Чарльз Межер          | Мистер Дженсен           |
| Филип Гордон          | Дядя Майк                |
| Робин Малкольм        | Доктор Матэрсон          |
| Аарон Мёрфи           | Тим Дженсен в детстве    |

## Критика
Анита Гейтс из The New York Times дала фильму отрицательную рецензию, написав: «Создатели фильма достаточно умны, чтобы долгое время держать монстра вне поля зрения, а затем показывать только мельком, но такая тактика только мельком предоставляет сюжет. Кинозрители никогда не узнают, кто или что такое бугимен, в чем его особая ненависть к Тиму, каковы его силы и что вызвало его гнев после всех этих лет».
Марк Савлов из The Austin Chronicle присвоил фильму 1 из 5 звезд, раскрииковав недостаточно освещенные декорации, компьютерные эффекты и чрезмерное использование клише.
Том Мик из газеты Boston Phoenix дал фильму 1,5 звезды из 4, заявив: «Режиссёр Стивен Кей знает, как задеть вас за живое, и Уотсон отлично справляется с внутренними беспорядками, но это всё равно всего одна трюковая пони, которая хромает задолго до безвкусной кульминации».

## Саундтрек
- «Falling Home» в исполнении Noisehead.
- «Jazzacuba» в исполнении Boomish.
- «Bodega» в исполнении Boomish.